# Bob McLeod (Cricketspieler)
Robert William McLeod (bekannt als Bob McLeod; * 19. Januar 1868 in Sandrige, Australien; † 14. Juni 1907 in Melbourne, Australien) war ein australischer Cricketspieler, der zwischen 1892 und 1893 für die australische Nationalmannschaft spielte.

## Kindheit und Ausbildung
Sein Bruder Charlie McLeod spielte ebenfalls für die australische Nationalmannschaft. Er besuchte das Scotch College.

## Aktive Karriere
McLeod gab sein First-Class-Debüt für Victoria in der Saison 1889/90. Sein Debüt in der Nationalmannschaft folgte im Januar 1892 gegen England. Dabei gelang ihm in seinem ersten Test ein Five-for über 5 Wickets für 53 Runs. Dabei gelang es ihm innerhalb von zwei Overn die englischen Batter Bobby Abel, W. G. Grace und Andrew Stoddart zu entfernen. Er spielte auch in den beiden weiteren Tests der Tour konnte jedoch nicht herausragen. In der Saison 1893 reiste er dann mit dem australischen Team nach England. Hier konnte er in den Test-Matches nicht überzeugen. In den Tour-Matches konnte er dann vor allem gegen den Marylebone Cricket Club herausstechen, als ihm dort 149 Runs gelangen. Die Tour war sein letzter Einsatz für die Nationalmannschaft.

## Nach der aktiven Karriere
Nachdem er aufgab, aktiv Cricket zu spielen, blieb er dem Sport weiter verbunden und agierte unter anderem als Delegierter in der Cricket Association und fungierte als Selektor des australischen Teams sowie von Victoria. Auch organisierte er als Tour-Manager die Touren für Victoria. Auch war er aktiv für den Victorian Football League. Am 12. Juni 1907 wohnte er einem Treffen der Australian-Football-Liga bei. Nachdem er sich nicht wohl fühlte, wurde ein Arzt gerufen, jedoch starb er wenige Tage später im Alter von 39 Jahren.